# Diga di Kaminojiri
La diga di Kaminojiri (上野尻ダム?, Kaminojiri damu) è una diga a Nishiaizu, nella prefettura di Fukushima, in Giappone, completata nel 1958.